# الیو فستا
الیو فستا (ایتالیایی: Elio Festa؛ زادهٔ ۱۰ اکتبر ۱۹۶۰) دوچرخه‌سوار اهل ایتالیا است.